# Dvd-rw

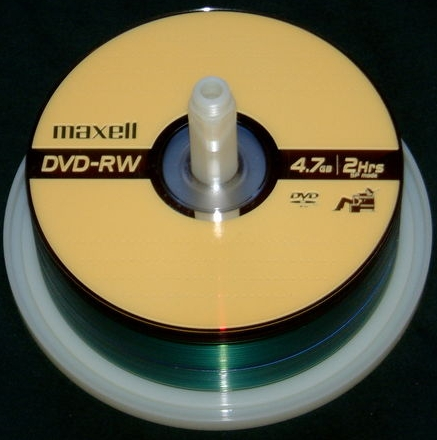
Dvd-rw schijven.

Een dvd is een optische schijf van 12 cm doorsnede, die beschreven kan worden met digitale gegevens. De dvd is in te delen in de dvd-r en de dvd+r. Naast de dvd-r is er ook de dvd-rw. Deze heeft als voordeel dat de schijf weer gewist en opnieuw beschreven kan worden, in tegenstelling tot de dvd-r.
De dvd-rw heeft dezelfde specificaties als de dvd-r.
dvd+r · dvd+rw · dvd-r · dvd-rw · dvd-ram